# I Don't Want to Talk About It
I Don't Want to Talk About It est une chanson écrite par le guitariste américain Danny Whitten.
Elle a été enregistrée pour la première fois par le groupe de rock américain Crazy Horse et publiée comme dernier morceau de la première face de leur album éponyme de 1971. C'était la chanson signature de Danny Whitten, mais elle a acquis plus de renommée grâce à ses nombreuses reprises, en particulier celle de Rod Stewart. Le magazine Cash Box l'a décrite comme « une magnifique ballade ».

## Personnel d'enregistrement original
- Danny Whitten — guitare, chant
- Nils Lofgren — guitare, chœurs
- Ry Cooder — guitare slide
- Billy Talbot — guitare basse

## Version de Rod Stewart
Le chanteur britannique Rod Stewart a enregistré la chanson au Muscle Shoals Sound Studio à Sheffield, en Alabama, pour son album Atlantic Crossing de 1975. Lorsqu'elle est sortie en single en 1977, elle a atteint la première place du classement des singles au Royaume-Uni en tant que double face A avec The First Cut Is the Deepest. On pense généralement que la chanson a bénéficié d'une sortie délibérée en tant que single à petit budget afin de maintenir God Save the Queen des Sex Pistols hors du sommet du classement des singles au Royaume-Uni,,. En février 2021, la chanson a reçu une certification argent de la British Phonographic Industry pour des ventes et des diffusions de plus de 200 000 exemplaires.
Aux États-Unis, elle est sortie en single (avec « The Best Days of My Life ») en décembre 1979 pour promouvoir l'album Greatest Hits de Rod Stewart. Elle a atteint la 46e place du Billboard Hot 100 et la 44e place du Adult Contemporary.
En 1989, Rod Stewart a enregistré une nouvelle interprétation de la chanson pour Storyteller – The Complete Anthology: 1964–1990. Elle a ensuite été incluse dans Downtown Train – Selections from the Storyteller Anthology. La chanson a été largement diffusée sur les stations de radio contemporaines pour adultes aux États-Unis en tant qu'extrait d'album, atteignant la deuxième place du classement Billboard Adult Contemporary. Rod Stewart a également chanté cette chanson en duo avec Amy Belle lors de sa tournée de 2004 et elle est incluse dans son DVD de concert. La vidéo officielle de la performance de Rod Stewart a reçu plus d'un milliard de vues sur YouTube (au 23 septembre 2024).